# 砂原幸雄
砂原 幸雄（すなはら ゆきお、1937年（昭和12年）5月8日 - 2020年（令和2年）8月12日）は、日本の実業家・テレビディレクター。
東京放送 (TBS) の社長・会長、横浜ベイスターズの球団オーナー、東京エレクトロンの取締役を務めた。

## 来歴・人物
香川県出身。慶應義塾大学文学部卒業。
1961年（昭和36年）、TBSに入社。1967年（昭和42年）に制作部に配属され、『半七捕物帳』『時間ですよ』などのサブプロデューサーを務めた。1977年（昭和52年）にはテレビ編成部専任部長、1984年（昭和59年）にはニューヨーク支局長にそれぞれ異動となり、ニューヨーク支局長時代にはマスターズゴルフの中継権交渉などを担当した。1988年（昭和63年）に帰国して以降はテレビ編成局次長・スポーツ局長を務め、1990年（平成2年）にはテレビ編成局長に就任したが、視聴率が低迷したことなどから1993年（平成5年）2月には社長室長へ異動となり、同年6月から社長就任までは取締役ラジオ編成制作局長を務めていた。
1996年（平成8年）5月1日付で、坂本堤弁護士一家殺害事件にかかわるTBSビデオ問題で引責辞任した磯崎洋三の後任として社長に就任。この不祥事により社会的信用を失墜させたTBSの再建を任される形での社長就任だった。社長就任後にはビデオ問題を起こした社会情報局を統廃合し、『スーパーワイド』『モーニングEye』を打ち切ったほか、生放送番組をモニターする編成考査局を発足させた。また制作局、ラジオ局等をTBSエンタテインメント、TBSラジオ&コミュニケーションズ等に分社化する組織改編を行った。
2002年（平成16年）1月31日付で、TBSがプロ野球球団の横浜ベイスターズをそれまでの親会社であったマルハ（現：マルハニチロ）から買収したことを受け、横浜球団の5代目オーナーに就任する。同年6月27日付でTBS社長職を井上弘に譲り、自身は会長に就任したが、横浜球団のオーナー職は続投した。しかし横浜球団オーナーおよびTBS会長を務めていた2004年（平成16年）には一場靖弘の獲得をめぐって横浜スカウトが50万円の裏金を渡していた一場事件が発覚し、10月21日付で球団オーナーを引責辞任し（TBS会長職は留任）、後任としてTBS副社長を務めていた若林貴世志が新オーナーに就任した。前述のように不祥事に揺れたTBSの再建を任されて社長に就任した経歴を有する砂原だったが、後に自身も不祥事が原因で要職を引責辞任する結果となった。
『NEWS23』のメインキャスターだった筑紫哲也は、砂原が娯楽畑出身で政治をはじめとする報道部門に弱かったことから、砂原のアドヴァイザーを自認していた。
2006年（平成18年）6月29日付でTBSの会長職を退き、相談役に就任。2011年（平成23年）春の叙勲で、旭日重光章を受章。
2020年（令和2年）8月12日18時8分、がんのため、死去。83歳没。

## 映像作品
- 月曜日の男 （演出）
- 水曜劇場 甘柿しぶ柿つるし柿（演出）
- 時間ですよ第2期（演出）